# 陶器

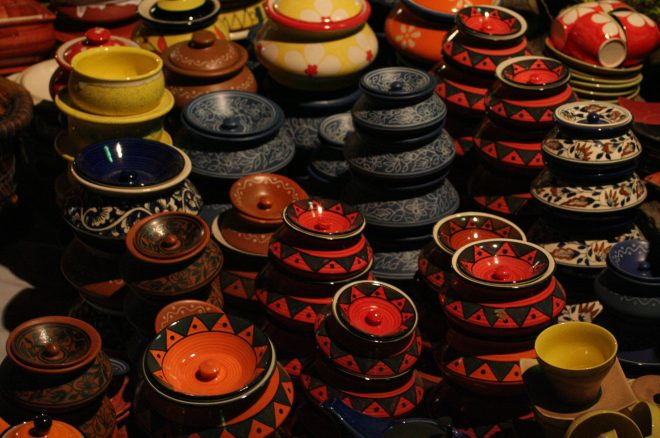
在印度德里迪利哈特（Dilli Haat）展出的陶器。

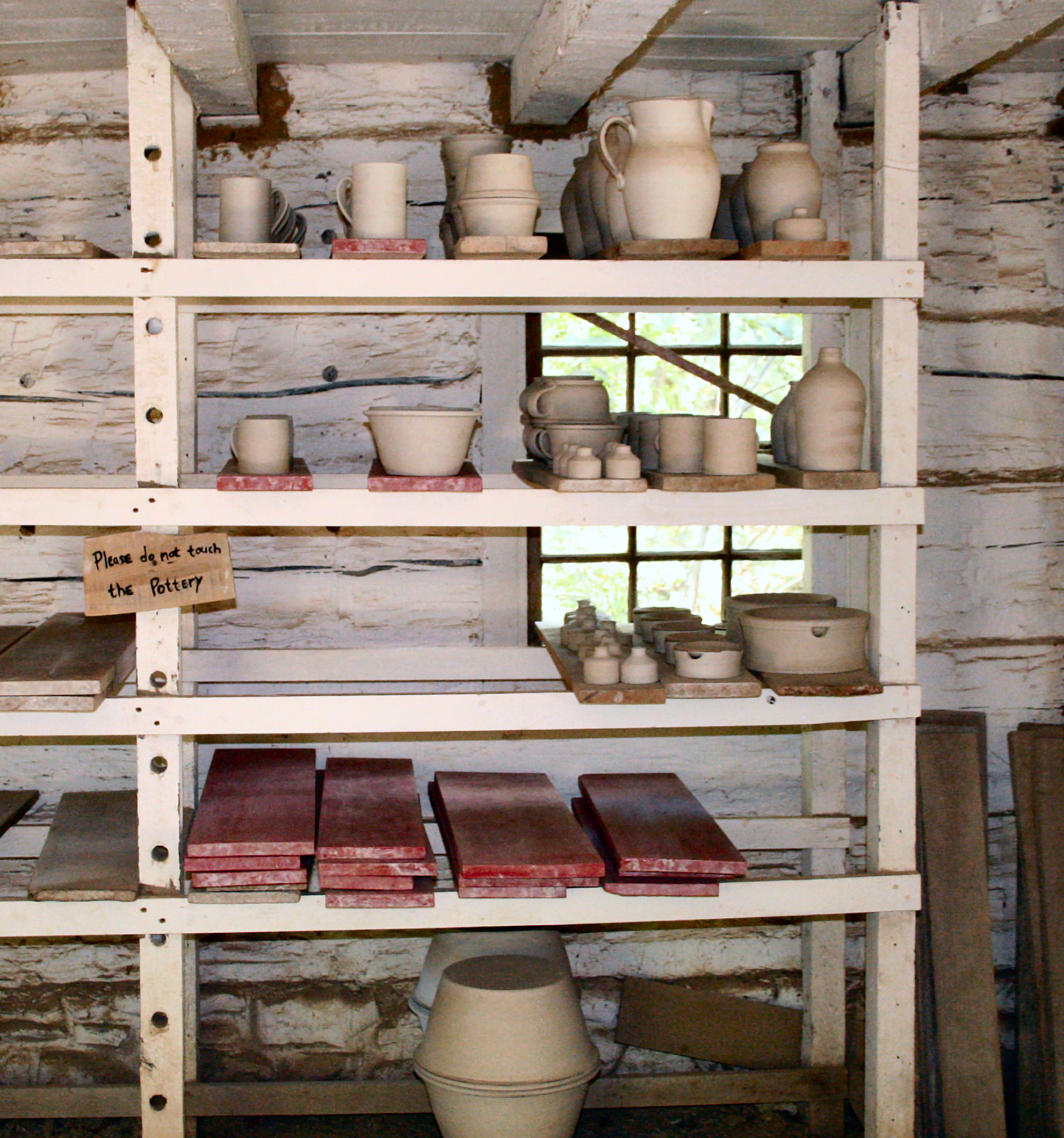
在康納派瑞生活歷史博物館（Conner Prairie）一個傳統晾乾架上的未燒製的生陶器。

陶器，古稱瓦，是用黏土或陶土經捏制成形后燒制而成的器具。陶器歷史悠久，在新石器時代就已初見簡單粗糙的陶器。陶器在古代作為一种生活用品，在現在一般作為工藝品收藏。

## 历史

### 最早的陶器

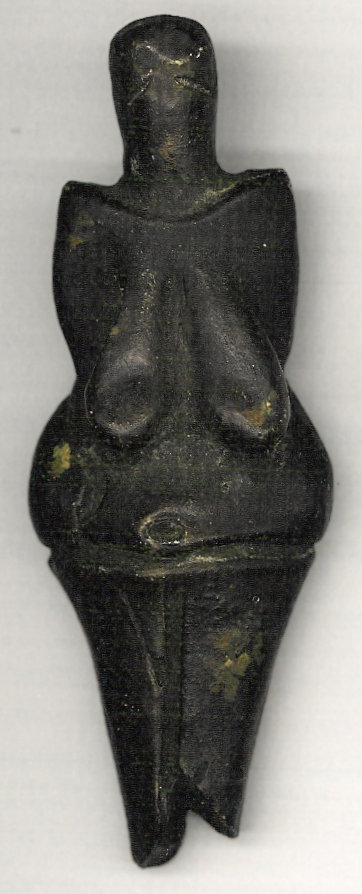
下维斯特尼采的维纳斯是已知最早的陶器。

目前已知最早的陶器可以追溯到公元前29,000年至公元前25,000年史前欧洲的格拉維特文化，在捷克下維斯特尼采境內發現的愛神维纳斯的小雕像。而最古老陶製容器是中國江西仙人洞、吊桶环遗址中的陶罐碎片，可以追溯到前20,000年至前19,000年，而在该遗址3B1層出土的條紋陶罐，至少有13000年的历史。日本早期绳纹时代約在前10,500年也製造陶罐。北非的陶器可能是在距今10,000年前獨立發展出來的，而南美最早的陶器則距今7,000年。

### 前6,000年至前3,500年

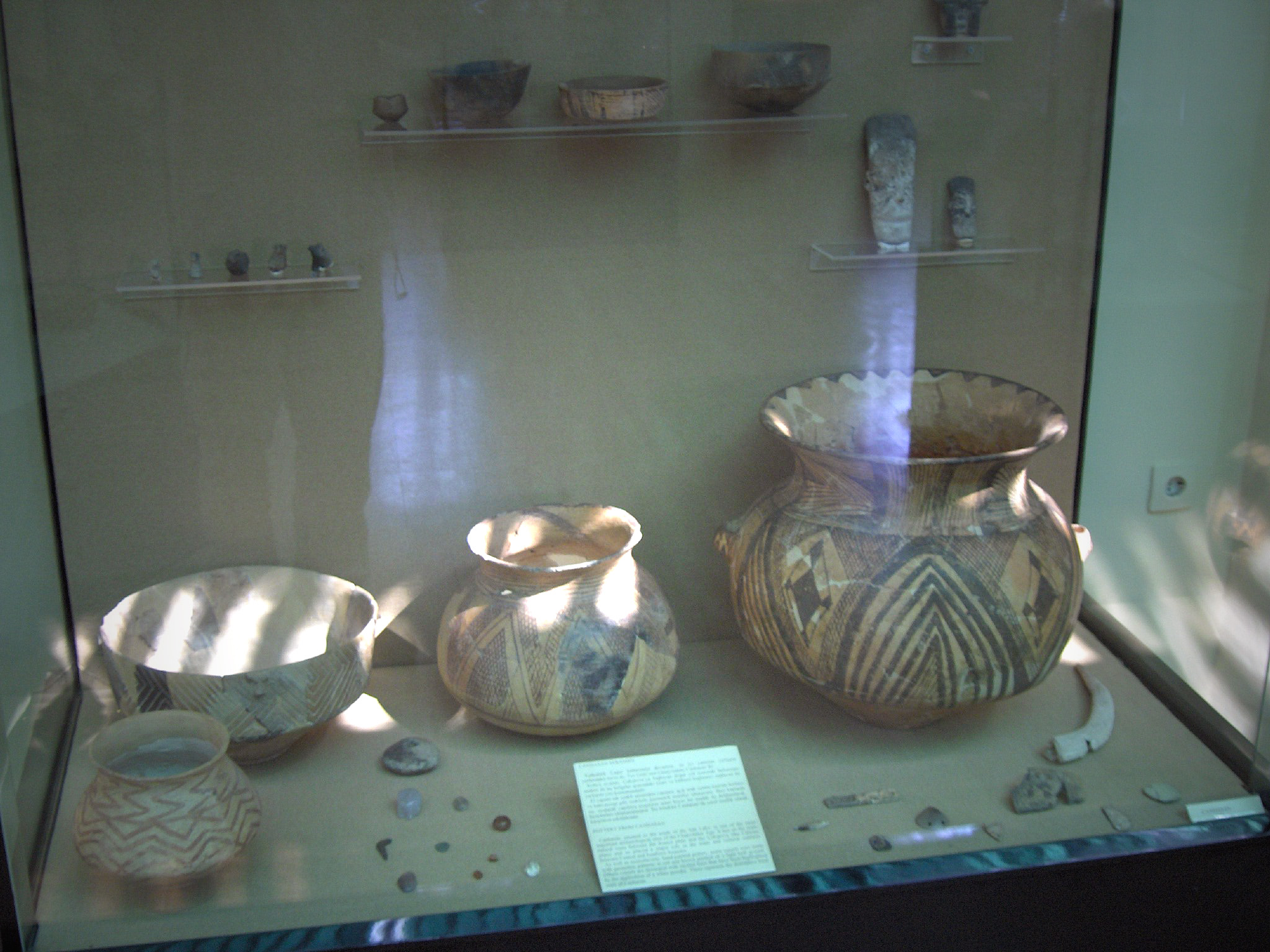
加泰土丘發現了前6,000年的陶器。

美索不達米亞約在前6,000年至前4,000年的歐貝德時期發明了陶輪，為陶器生產帶來革命，專門化的陶藝家可以滿足世界一級城市的發展需要。而在中国的跨湖桥遗址（前6000年至前5200年）中也发现了使用陶轮的痕迹。古印度梅赫爾格爾二期（前5500年-前4800年）及三期（前4800年-前3500年）也发现了陶器，称為陶瓷新石器時代或紅銅時代。

### 前3,500年至前500年
中国的仰韶文化、马家窑文化、屈家岭文化、大汶口文化中出现了彩陶，是在陶胚的表面用黑、红色颜料画上有几何图形、花卉、动物纹样等花纹，烧成后，花纹附着器表，不易脱落。在地中海地區希腊黑暗時代時期（前1100年-前800年），藝術家利用幾何圖案如正方形、圓形及直線去裝飾雙耳細頸瓶及其他陶器。

### 前500年至100年
羅馬共和國（前509年-前27年）的陶器以伊特魯里亞的陶器為基礎發展出自己的風格，當時的陶器主要為單一的黑色。到了羅馬帝國初期，大型陶器工場的出現令陶器的質素及產量上升，陶器的顏色亦由黑色轉變為紅色。而此技術亦約在70年期間在整個歐洲，包括北至英國、丹麥，東至希臘完全傳播開來。而北非亦得到此技術，形成其獨特的非洲赤色陶器。因為北非較佳的陶器質素而被歐洲商人帶回歐洲販賣。
中国在春秋战国時期出現陶俑，於秦漢時達到高峰，最著名是秦始皇陵兵马俑。秦漢時期的陶器主要为硬陶，出現了陶磚、陶瓦和瓦當，製作工藝精美，故後人有“秦磚漢瓦”之說。漢代，出現了在釉中加鉛的技術。鉛能使陶器的釉面光滑度和平整度增加，还能使鐵、銅等著色劑呈现美麗的綠、黄、褐等颜色。

### 8至13世纪
約在700年阿拉伯人對北非的入侵終止了北非陶器的商貿業，而製陶業的中心被帶回歐洲，但其素質並不佳。製陶技術的發展轉為由東方中國的隋朝（581年-618年）帶領。那裡的陶藝家開始製作陶瓷杯及水壺，而這些陶器的受歡迎情況由東方直達西亞。但因為陶器本身不適合作長途運送的關係，令那些陶器在西亞變得太貴。以上情況令當地人想出了利用鉛作釉料，利用低成本的方法模仿出中國陶瓷的白色。此技術慢慢的倒過來轉回中國及歐洲。約在1200年的元朝，中國的彩釉技術令西亞再度想出了辨法去模仿中國，而歐洲則想出了辨法去模仿西亞的彩釉。

### 16至19世纪
在安土桃山時代，日本的陶瓷技術開始萌芽，當時日本主要由韓國引入陶藝家的戰俘來滿足其在茶道的需求。而"茶聖"千利休的大力推動及翻新以質樸為本質的日本古窯，令日本陶器的發展及質素出現了大幅度的提升。而明朝在17世紀中期崩潰後，歐洲漸難取得中國高質素的陶器，所以轉而引入日本的陶器，令日本陶器技術得到另一次作進一步發展的機會。而後期日本進行了鎖國的措施，令日本轉而向本土的傳統技術作探究，但慢慢地陶藝發展包含成過多的裝飾及過多的技巧。
16世纪晚期，紫砂陶制作开始成熟，各式各样的紫砂陶具开始出现，其中以紫砂茶壶为最。清代开始紫砂壶造型变为繁复，壶面上出现题字，书画乃至篆刻，成为文人雅士把玩之物。

### 19世紀后
在19世紀後期，因為機械的引入令大量生產的時代來臨，但同時亦摧毀了陶藝的發展。陶器質素的下降趨勢持續至20世紀，直到1930年代才在歐美間出現了復甦。陶藝發展轉變為個別的陶藝家來帶來創新的潮流，而部分陶藝家則從日本的原始陶藝，或是古代美國印地安人的陶藝來取得靈感。現代的商業產品則從他們帶來的靈感引入大眾化的物品中，例如餐具。

## 不同文化的陶器

### 希臘

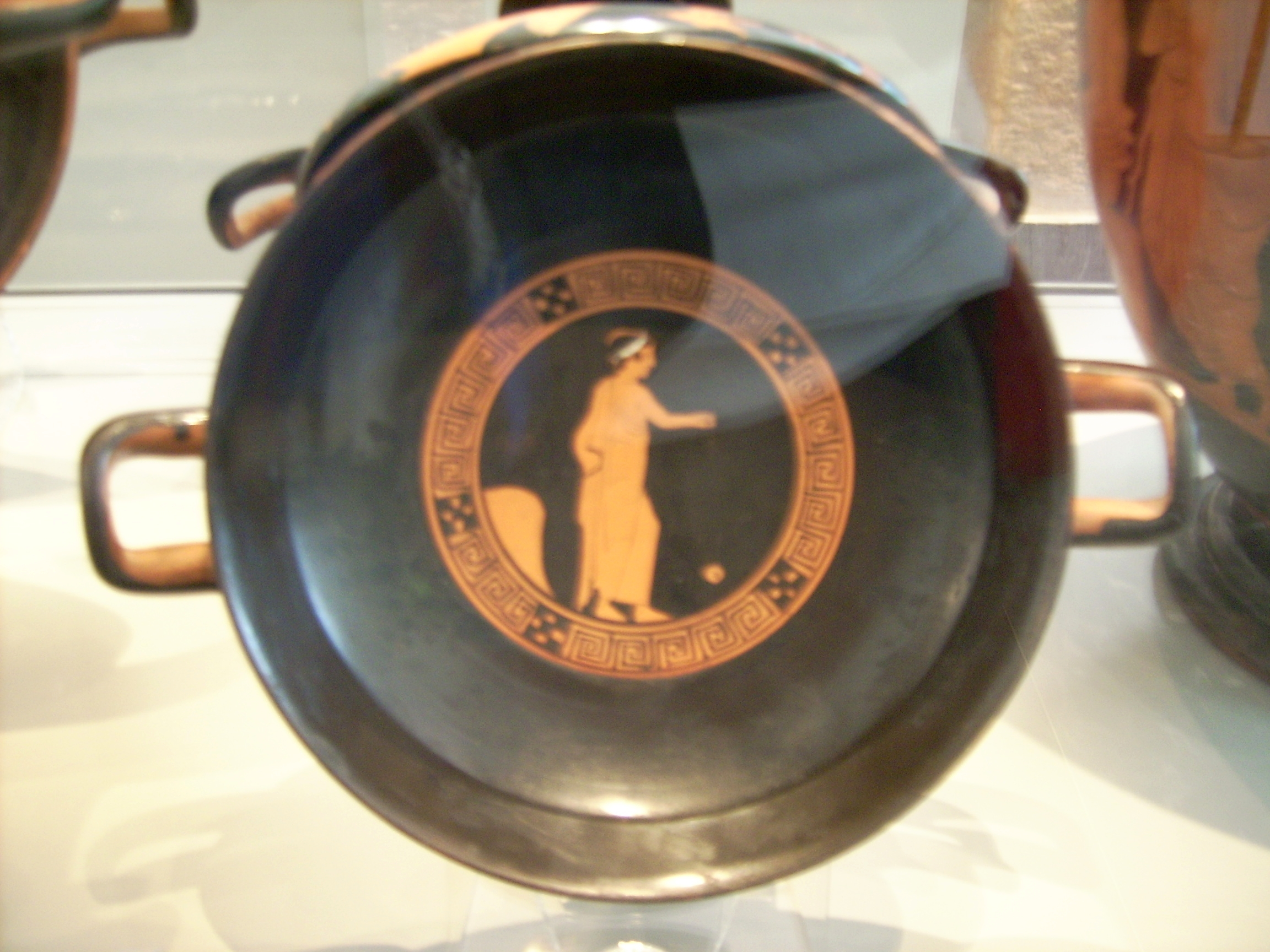
希臘紅彩陶器。

希臘的陶器因應不同時代而有很大的轉變。在新石器時代希臘的陶器稱為"彩虹陶器"（Rainbow Ware），主要由紅色及黑色混合在一起。而新石器時代中期出現了"塞斯克羅陶器"（Sesklo Ware），由紅色及白色組成幾何圖案。而新石器時代後期出現了由黑色及奶油色組成的螺旋圖案。明洋陶器（Minyan ware）則在青銅時代早期出現，完全由灰色組成。到了青銅時代後期，希臘陶器上出現了設計圖案，主要以黑及紅色在奶油色底色上加上圖案。期後因為希臘佔據了克里特島，而令希臘陶藝家吸收了米諾斯文明而在設計中包含了海洋生物的圖像。在希臘黑暗時代的陶器則完全缺乏任何的設計，及完全不使用陶輪，令陶器傾向一側。"原始對稱"（proto-symmetry）風格陶器在接著出現，其特色是在陶器上有很多圓形圖案。在後來出現的"對稱陶器"中，陶藝家會在器皿的每寸加上線。其中較有特色的如在科林斯會在陶器上繪上西亞神話生物，在雅典則會在陶器上希臘神話，特別是伊利亞特。雅典很多的陶器會被作為陪葬用途。在古風時期（Archaic period），希臘陶器上的希臘神話圖像由剪影（silhouette）圖案作主導。期後以剪影圖案的風格被以黑色為底色櫬托出紅色的圖案所取代，稱為紅彩陶器（red-figure pottery）。接著希臘的陶器製作便因為不明原因而完全停止。

### 伊斯蘭
伊斯蘭陶器的前身是阿拉伯陶器，當時陶藝家開始使用含屬的釉為陶壺上色。玻璃釉在阿拔斯王朝興起，用作模仿中國的白陶瓷。期後陶藝家不停嘗試在一層釉上加上另一層釉，及燒製陶器多於一次。因為蒙古佔領了中亞及中國令伊斯蘭世界有更多接觸中國陶器的機會，從而令西亞地區模仿了其用色及模式。

### 中國

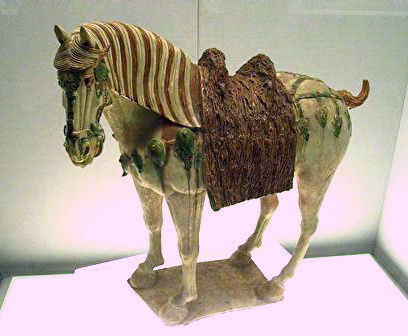
唐三彩馬

中国最早的陶器出现于新石器时代早期。大约在距今15000年左右，首先在中国南方可能已经开始制陶的试验，到距今9000年左右大致完成了陶器的发明和探索。1962年于江西万年县仙人洞遗址发现的圆底罐，其年代据放射性碳素测试为公元前6875±240年，为夹砂红陶，外表有绳纹。裴李岗文化（公元前5500～前4900年）中的陶器则多为泥质或夹砂红陶，亦有少量灰陶。在接下来的磁山文化（公元前5400年～前5100年）、大地湾文化（公元前5200年～前4800年）、仰韶文化、马家窑文化、大汶口文化、龙山文化可以看出古代中国人的制陶工艺不断发展，品质提高，种类增多。
在中国，彩陶出现在公元前4000年左右。「半坡彩陶」为仰韶文化的一部分，在1953年首先于陕西西安市半坡村被发现，主要包含水壺及碗等。一開始它們上面純粹為紅色，但陶器上漸漸有獨特的符號，稱為半坡陶符，纹饰有动物纹、几何纹、编织纹等。此后在临近各省也发现了类似的陶器。在公元前2500年至2000年的龙山文化中，出现了黑陶，这是中国制陶工艺的一次高峰。
在商朝，有理論認為是當時印歐語系的遊牧民族帶來陶輪的技術，令陶器量產化。在周朝，以陶輪製作的陶器會以更高溫燒製，令其硬度增加，同時亦會使用綠色的釉料。秦朝的陶俑兵馬俑成為當時最具代表性的陶器，而在此時陶器的描繪主題由動物轉變為人。在漢朝，陶器的描繪主題由為佛教的傳播而出現了佛的形象。到了唐朝，中國出現了白色的陶瓷，而同時亦出現了其他陶像，例如唐俑，唐三彩成為當時藝術精華的代表。到了宋朝，因為瓷器技術開始成熟令中國的陶器的輝煌被瓷器完全蓋過。此後中國的陶瓷器重點便落在瓷器上。然而明清的紫砂壶等陶器乃至近代的江苏宜兴、广东石湾的陶器工艺仍然有非常高的水准。

### 日本

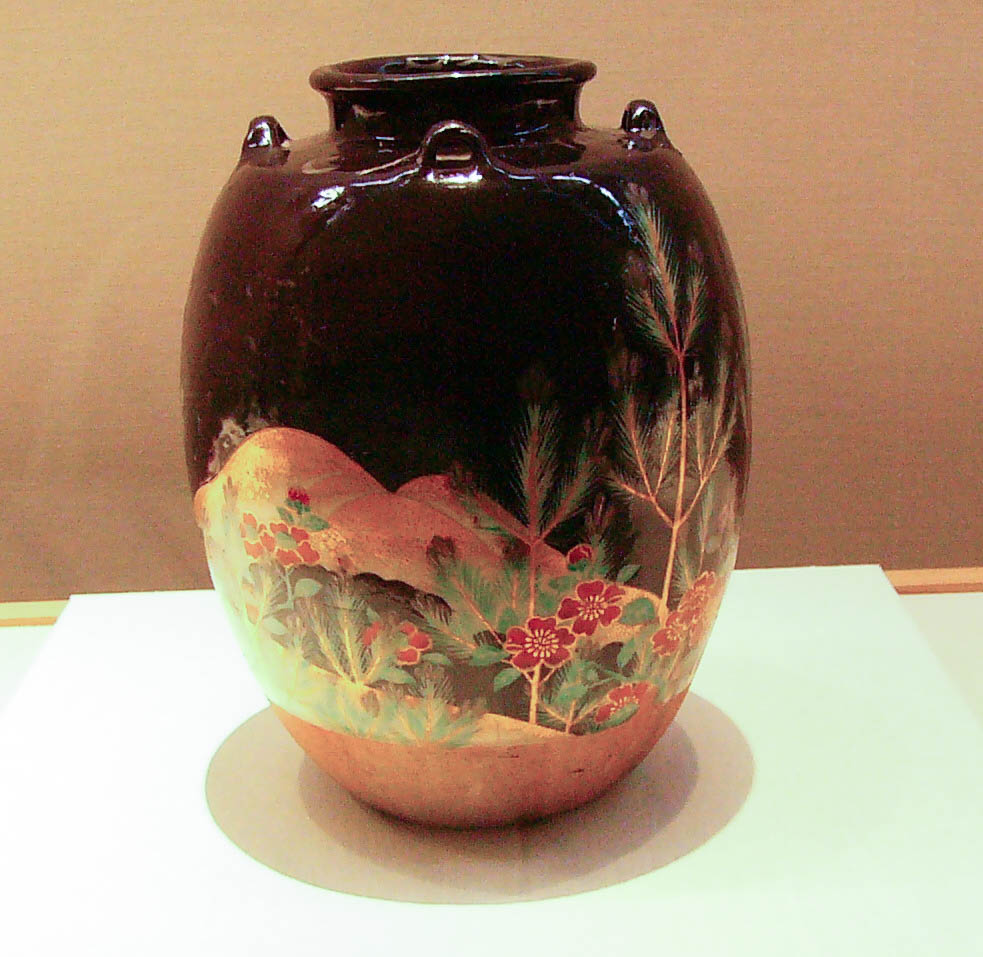
野野村仁清的色繪若竹圖茶壺

日本的陶器初期由圈狀黏土再加上以手按壓的繩子圖案，並在空曠地方燒製而成。在7世紀未唐三彩傳入，日本融合了本身文化仿製唐三彩創造出"奈良三彩"，主要用於宗教用途如宗教儀式。在桃山時代千利休的推動令日本陶器在茶具方面出現很多珍品。到了近代，日本著名民藝理論家柳宗悅的"民藝運動"令日本陶藝界人才輩出，陶藝家如濱田庄司、河井寬次郎等陸續湧現，令現今日本陶藝對世界陶藝發展有重要的作用。
- 有田烧是日本最具代表性的陶瓷[43]，由九州的原肥前国烧制。该陶器在古代被大量出口至欧洲，其烧制工艺在日本一直延续至今。
- 清水燒是京都府燒製的陶瓷器，为京都文化的代表之一。
- 九谷烧：石川縣南部的金澤市、小松市、加賀市及能美市生産的彩色瓷器。
- 伊万里烧：以有田（佐賀縣有田町）為中心的肥前國（今佐賀縣與長崎縣）所生產的瓷器總稱。
- 瀨戶燒是愛知縣瀨戶市及其周邊生產的陶磁器之總稱。
- 美濃燒是岐阜县土岐市、多治見市、瑞浪市、可兒市等地生產的陶瓷器的統稱。
- 萨摩烧的釉面有裂纹装饰。[44][45]
- 锅岛烧是由佐贺锅岛藩窑所烧制的高档瓷器。

## 陶艺

### 制作工序

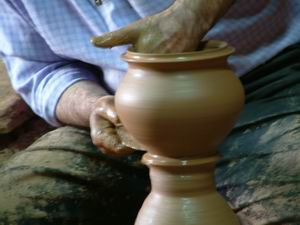
利用轉動陶輪作陶器塑形。

一般認為最早的陶器是手製的，並在篝火燒制。燒制時間短但火達到溫度可以很高，約在900℃左右，而且升溫速度很快。黏土、沙、砂礫、打碎的貝殼或打碎的陶器調合後，被用來製造篝火、燒製陶瓷器，這是因為它們提供了一個開放的坯體質地，令水及其他揮發性成分更容易離開。黏土中較粗糙的粒子亦會在冷卻時限制陶器坯體內部收縮，此過程以緩慢速度進行，並減低熱應力及破裂的機會。早期以篝火燒製的陶器主要是圓底的，用意是避免尖銳的角撞擊導致破裂。最早有目的而建設的窯是穴窯（pit kiln）或溝窯（trench kiln），即在地面掘一個洞再在上面鋪滿燃料。在地面的洞提供了隔離層，令燒製過程更好控制。
陶器制作要经历原料采集（选料）-制土-练泥-成型-装饰-配釉-施釉-干燥-烧制-成品等一系列工艺流程。

### 艺术风格
现代陶艺有原始、古典、民间、现代主义和后现代主义等几种艺术风格。

## 陶器與考古學

### 陶器的耐用特性
對於考古學家、人類學家及歷史學家來說，陶器研究有助提供資料去窺見古文化的情況。陶器既耐用又脆弱，從即使其他耐用性較弱的工藝品已經完全腐敗至無法辨識，它們仍然存在可以看出其高耐用性。與其他證據組合起來，陶器工藝品的研究對於製造陶器及掌握陶器技術的社會的組織、經濟情況及文化發展的理論發展有幫助。陶器研究亦有助推論出有關文化的日常生活、宗教、社區關係、鄰舍態度、世界觀及對宇宙的理解。

### 陶器年代的考證

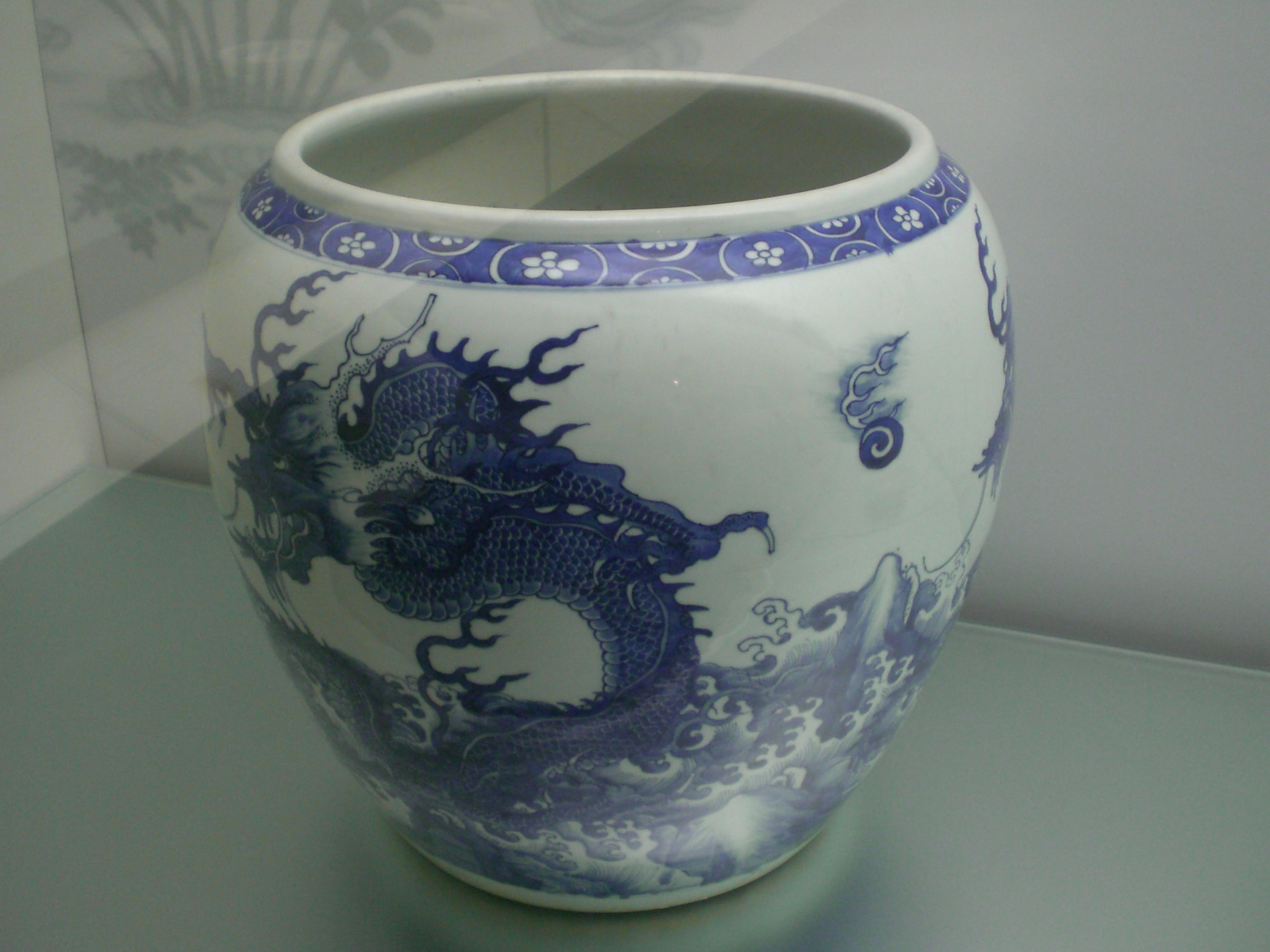
清代陶器

陶器對於年代學是確定無文字文化的年代的必須品，而同時亦對考究歷史文化的年代有幫助。主要由中子活化（neutron activation）進行的微量元素分析令黏土的來源可以準確確認，而熱釋光（thermoluminescence）測試則可以估計出陶器最後的燒製日期。透過考證史前燒製後陶器的碎片，科學家得出在高溫燒製過程中，黏土中的鐵物質與在燒製當時的地球磁場有相同的狀態。

## 其他
- 因為其大量的陶器工廠，或俗稱為"陶器河岸"(Pot Banks)的關係，英國城市特倫特河畔斯托克被稱為"陶器"（The Potteries）。它是最早的現代工業城市之一，早於1785年已經有200間陶器生產商及聘請了20,000位工人。
- 陶藝家亦是當地足球會史篤城足球會的綽號。
- 英國詩人約翰·濟慈寫了一首有關希臘古甕的詩《希臘古甕之歌》（Ode on a Grecian Urn）[46]。

## 外部連結
- How pottery is made（页面存档备份，存于）
- Neolithic Pottery Manufacture Archive.today的存檔，存档日期2012-12-18
- Pottery manufacture in recent past（页面存档备份，存于）
- A brief history of the pottery industry
- Pottery-related objects and photographs to explore online
- Customs and Working Practices of a Victorian Pottery
- Short film on pottery making around the world
- Step-by-step throwing instructions （页面存档备份，存于）
- Auckland Studio Potters New Zealand